# Тарасов, Степан Алексеевич
Степан Алексеевич Тарасов (1819—1891) — московский городской голова (1885). Действительный статский советник.

## Биография
Родился 25 декабря 1819 (6 января 1820) года.
В службе состоял с 30 июня 1841 года. Служил правителем канцелярии московского обер-полицмейстера; 10 декабря 1865 года был произведён в чин действительного статского советника; получил потомственное дворянство.
В 1866 году впервые был избран почётным мировым судьёй и до 1869 года был председателем мирового съезда 1-го округа Москвы. Постоянно избирался гласным Московской городской думы; короткое время, с 28 марта 1885 (вступил в должность 9 апреля) по 19 сентября 1885 года был Городским головой.
После скандала, разразившегося вокруг городского головы Б. Н. Чичерина, и его отставки в августе 1883 года, обязанности городского головы исполнял товарищ головы М. Ф. Ушаков. В 1885 году во многом благодаря поддержке В. Д. Аксёнова и Н. А. Найдёнова — лидеров купечества, пользовавшихся огромным влиянием в думе, городским головой был избран Тарасов. Благодаря женитьбе на богатой купчихе Тарасов имел порядочное состояние, но как человек, по мнению Б. Н. Чичерина был «совершенно пошлый и раболепный, именно такой кандидат, какой требовался князю Долгорукому». Всего несколько голосами меньше получил на выборах Н. А. Алексеев. Должность оказалась С. А. Тарасову не по силам и через несколько месяцев он подал в отставку. Но до конца жизни он оставался городским гласным; был председателем Комиссии по распределению пособий из благотворительных капиталов. В день его похорон Н. А. Алексеев, выступая в Московской думе, характеризовал его, как «человека трудолюбивейшего, честнейшего и преданнейшего городским интересам, которым он посвятил большую часть своей жизни».
Был награждён орденами: Св. Анны 2-й ст. (1867), Св. Владимира 3-й ст. (1868), Св. Станислава 1-й ст. (1875).
Умер 23 ноября (5 декабря) 1891 года; похоронен 26 ноября на Новодевичьем кладбище.
В 1911 году на средства, завещанные Московской городской думе его вдовой Анной Павловной Тарасовой (900 тысяч рублей), было открыто «Убежище им. С. и А. Тарасовых для бедных престарелых лиц» на 150 человек (Шаболовка, дом 14).